# آلیستر مک‌لین

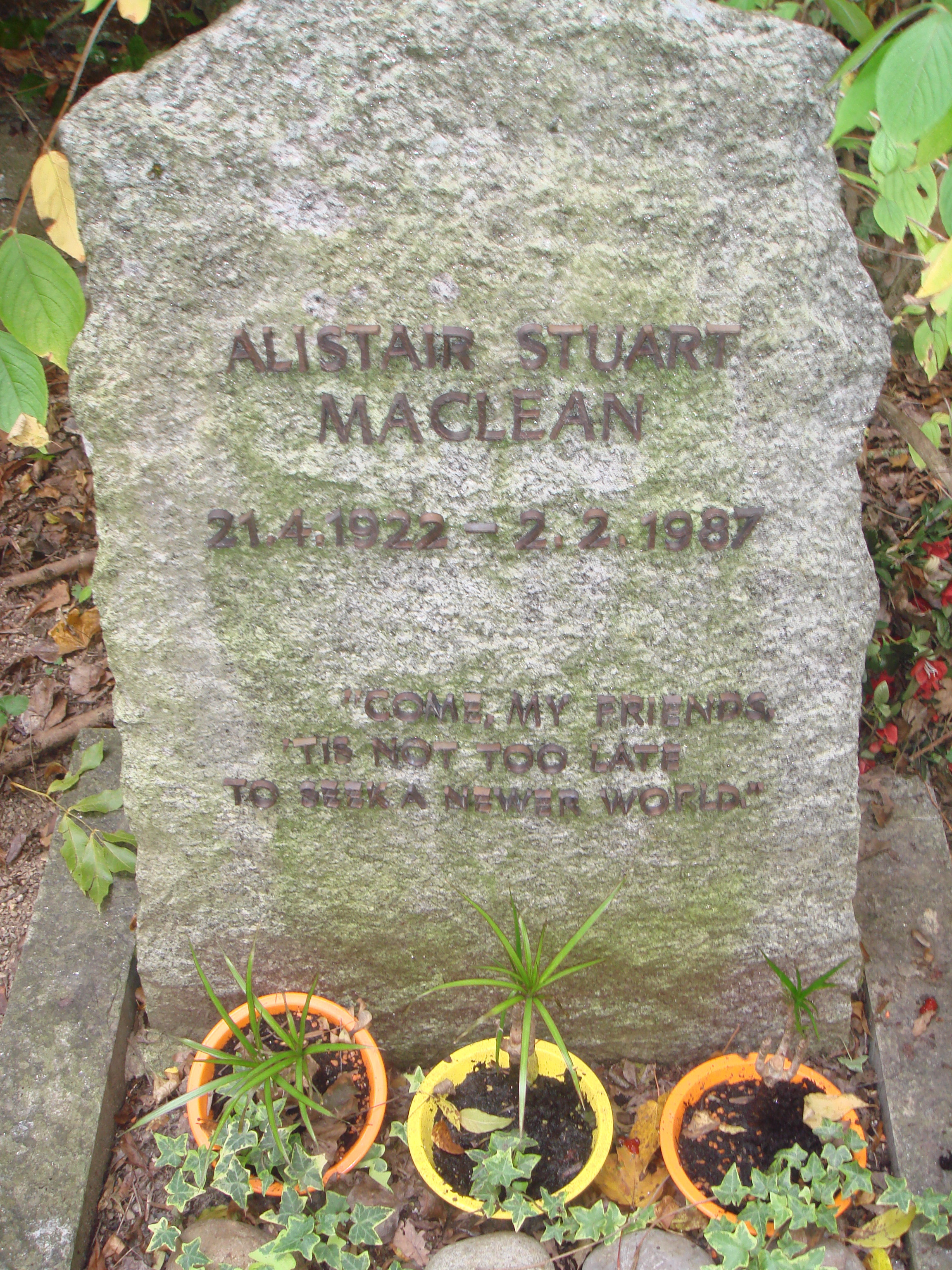

آلیستر استوارت مک‌لین (به انگلیسی: Alistair Stuart MacLean); (۲۱ آوریل ۱۹۲۲ – ۲ فوریهٔ ۱۹۸۷) یک مؤلف و معلم اهل اسکاتلند بود. وی نویسندهٔ ده‌ها داستان مهیج و پرفروش بود که در سراسر جهان شناخته شده و مشهورند و از بسیاری از آن‌ها فیلم‌های موفقی ساخته شده‌است.

## بخشی از کتابشناسی
- توپ‌های ناوارون (۱۹۵۷)
- عروسکی در زنجیر یا قتل در آمستردام
- گذرگاه نوادا
- ایستگاه زبرا (۱۹۶۳)
- وسوسه شیطانی (۱۹۶۲)